# Лабань Роман Олегович
Рома́н Оле́гович Лабань — старший лейтенант (посмертно) Національної гвардії України.

## Життєпис
Народився 29 серпня 1993 року в с. Сутківці Ярмолинецького району Хмельницької області. Закінчив Київську академію внутрішніх справ. Командир взводу, окремий полк спеціального призначення Західного ОТО.
Взвод Романа Лабаня виконував завдання з безпечного виведення українських сил з району Дебальцевого в напрямку Артемівська. В селищі Луганське взвод був обстріляний терористами з артилерії і танків. Танковий снаряд розірвався за кілька метрів від Романа, Лабань зазнав важких поранень і контузії. Йому надали першу допомогу та під обстрілами евакуювали до Артемівська, помер від поранень.
Похований у селі Сутківці. Вдома лишилися батьки.

## Нагороди
За особисту мужність і героїзм, виявлені у захисті державного суверенітету та територіальної цілісності України, вірність військовій присязі під час російсько-української війни
- нагороджений орденом «За мужність» III ступеня (25.3.2015, посмертно).